# Fior di latte
El fior di latte (flor de leche en italiano), o simplemente mozzarella o mozzarella de leche de vaca en Italia, es un queso fresco elaborado a partir de leche entera de vaca con una cuajada estirada, sobre la base de una técnica casi idéntica a la de la mozzarella de búfala de Campania, con la que no debe ser confundida. Se produce en toda Italia y desde hace siglos en el centro y el sur; algunos estudiosos creen que es originario de Campania. En cualquier caso, sus orígenes son muy antiguos y deben situarse entre Apulia y Campania; la cuestión de la verdadera primacía del origen sigue siendo controvertida. En 1996 obtuvo la certificación de especialidad tradicional garantizada, y en 2018 recibió la denominación de origen protegida.

## Características y uso
Tiene forma de esferoide o cuboide, lo que da un rendimiento del 14-15%. Este tipo de queso se consume muy fresco, es decir, a más tardar tres días después de la producción. Es muy utilizado acompañado de jamón crudo. También es el ingrediente principal de la pizza, que es el plato más famoso de la tradición napolitana. También se definen los distintos tipos de fior di latte: de mesa y de pizza, que está reconocida por una norma legal; la de pizza debe contener menos agua y grasa, es decir, un 15-20%, frente a un 20-25% de la de mesa.
El fior di latte es ideal para cocinar y rellenar, en particular para preparar el relleno de la conocida y sabrosa mozzarella in carrozza. El fiordilatte es reconocida como una especialidad tradicional garantizada (TSG) de Apulia, Campania, Basilicata, Calabria, Molise, Sicilia y Lacio. Como tal, ha sido incluido oficialmente en la lista de productos agroalimentarios tradicionales italianos (PAT) del Ministerio de Políticas Agrícolas, Alimentarias y Forestales (Mipaaf). El llamado «nodino» de la mozzarella, es decir, la masa de mozzarella anudada, tiene su origen en Gioia del Colle, una localidad de la provincia de Bari, que desde hace más de dos siglos es conocida por su arte lácteo en toda Italia. De hecho, la mozzarella de Gioia del Colle a lo largo de los años ha obtenido numerosos premios nacionales e internacionales y en 2018 también recibió la denominación de origen protegida, creando la distinción entre la mozzarella de leche de vaca de Campania y la de Apulia. Este último, de hecho, se diferencia del primero en sabor, historia, procesamiento y tratamiento. El fior di latte del vallo de Diano, Sorrento, Agerola, el Agro nocerino y los montes Lattari, producido con la leche de vacas de una raza presente solo en el lugar y criada según la tradición; tiene un sabor muy particular y es adecuado tanto para cocinar y disfrutar con naturalidad.
En Lacio y Campania, el fior di latte no se produce principalmente a mano; esto se puede ver en la ausencia de la cicatriz característica de la mozzarella, que después del centrifugado se corta en caliente.